# 萊恩·格勒特
萊恩·格勒特（英語：Ryan Gellert），自2020年9月起擔任巴塔哥尼亞的執行長 。在擔任執行長之前，他曾擔任巴塔哥尼亞歐洲、中東和非洲區經理。在加入巴塔哥尼亞前，格勒特在黑鑽設備公司工作了15年，並於2012年成為該公司的總裁。他於1994年獲得了北卡羅來納大學夏洛特分校的金融學士學位，並在1996年獲得了佛羅里達理工學院的MBA學位，以及猶他大學的法學博士學位。